# Arctapodema macrogaster
Arctapodema macrogaster är en nässeldjursart som först beskrevs av Ernst Vanhöffen 1902.  Arctapodema macrogaster ingår i släktet Arctapodema och familjen Rhopalonematidae. Inga underarter finns listade i Catalogue of Life.